# Rue Saint-Michel (Nancy)
Pour les articles homonymes, voir Rue Saint-Michel.
La rue Saint-Michel est une voie de la commune de Nancy, dans le département de Meurthe-et-Moselle, en région Lorraine.

## Situation et accès
La rue Saint-Michel est comprise au sein de la Vieille-ville de Nancy, à proximité de la place Saint-Epvre, et appartient administrativement au quartier Ville-Vieille - Léopold.

## Origine du nom
Ce nom rappelle l'existence d'une chapelle devenue collégiale, dédiée à saint Michel archange, chapelle érigée vers 1350 par Jean de Nancy, dit Hoches, à l'emplacement du n° 17 et vis-à-vis sa propre maison. La chapelle Saint-Michel eut quatre chapelains, qui devinrent des chanoines au XVe siècle, et les collateurs de ces canonicats furent successivement les Haraucourt (Louis de Haraucourt, Guillaume de Haraucourt), les Raigecourt et les Gournay (Charles Chrétien de Gournay).

## Historique
Cette rue a été formée de trois tronçons de petites rues de la Ville-Vieille et nommée « rue Sainct-Michel », « rue du Four-Sacré », en 1708 « rue du Four-Caboche » en 1752 « rue des Pénitents », en 1758 « rue Saint-Michel », en 1793 « rue de l'Indivisibilité », en 1795 « rue de la Loi » et depuis 1815 « rue Saint-Michel ».

## Bâtiments remarquables et lieux de mémoire
- no 4 : Maison dont les façades sur cour avec tourelle d'escalier et balcons en bois sont inscrits aux monuments historiques depuis 1928[2].
- no 5 : Hôtel des deux Sirènes, dont la façade sur rue et la toiture sont inscrites aux monuments historiques depuis 1945[3].
- no 23 : Hôtel d'Olbelstein, dont la porte cochère est inscrite aux monuments historiques depuis 1944[4].
- no 26 : Hôtel de Hautoy, dont le puits est inscrit aux monuments historiques depuis 1946[5].

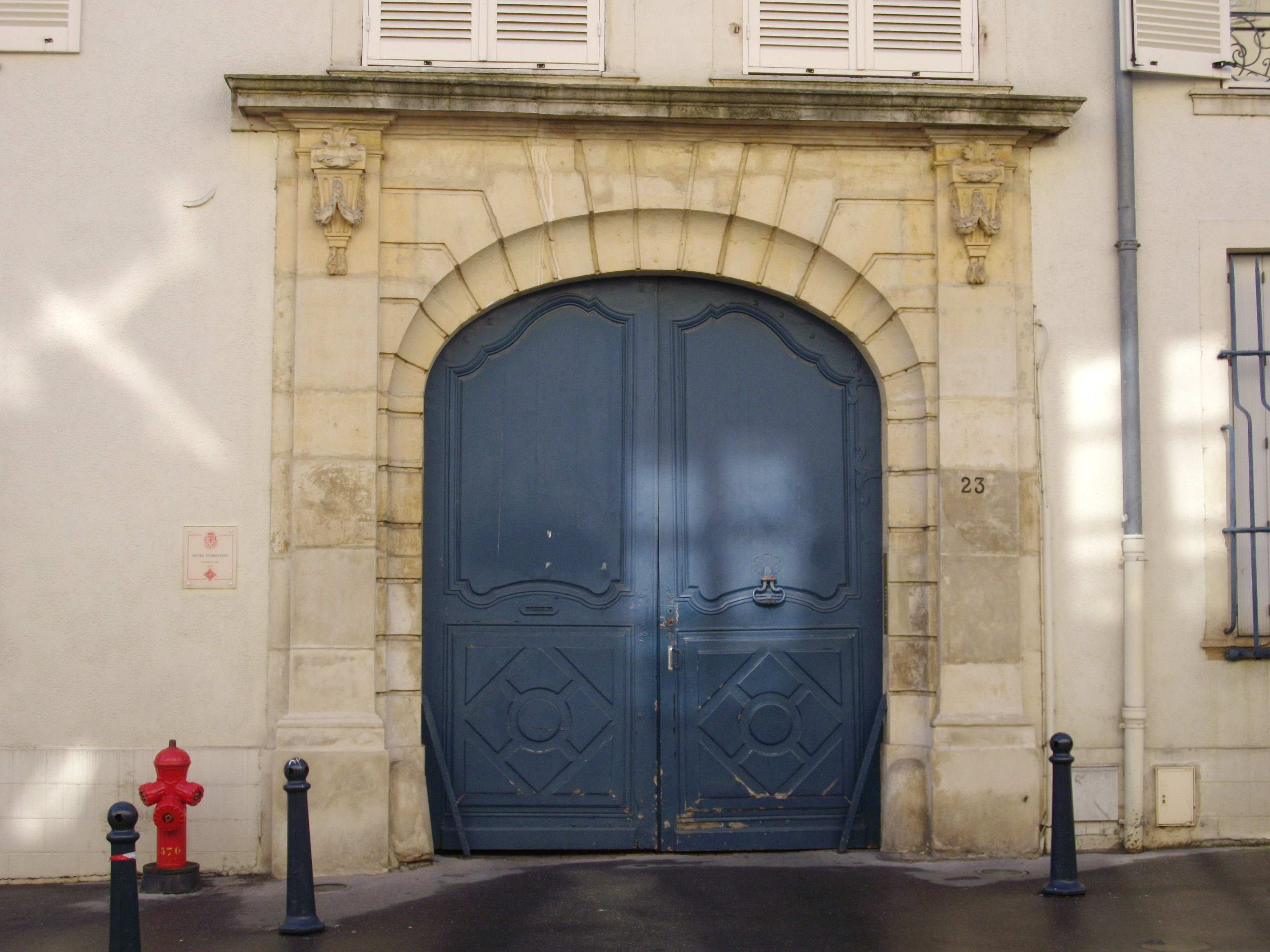
Hôtel d'Olbelstein.
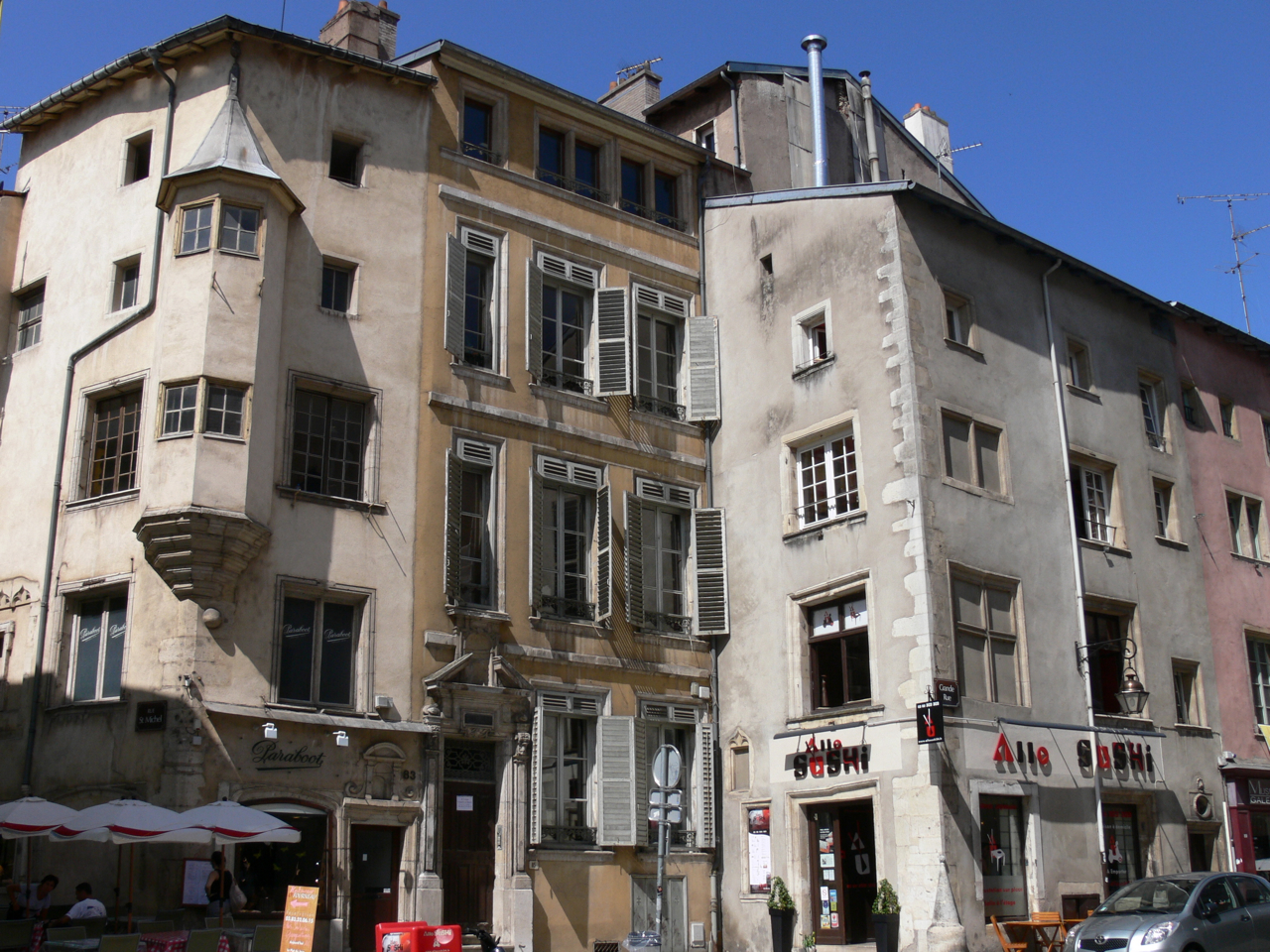
Immeuble, à l'angle de la Grande-rue.
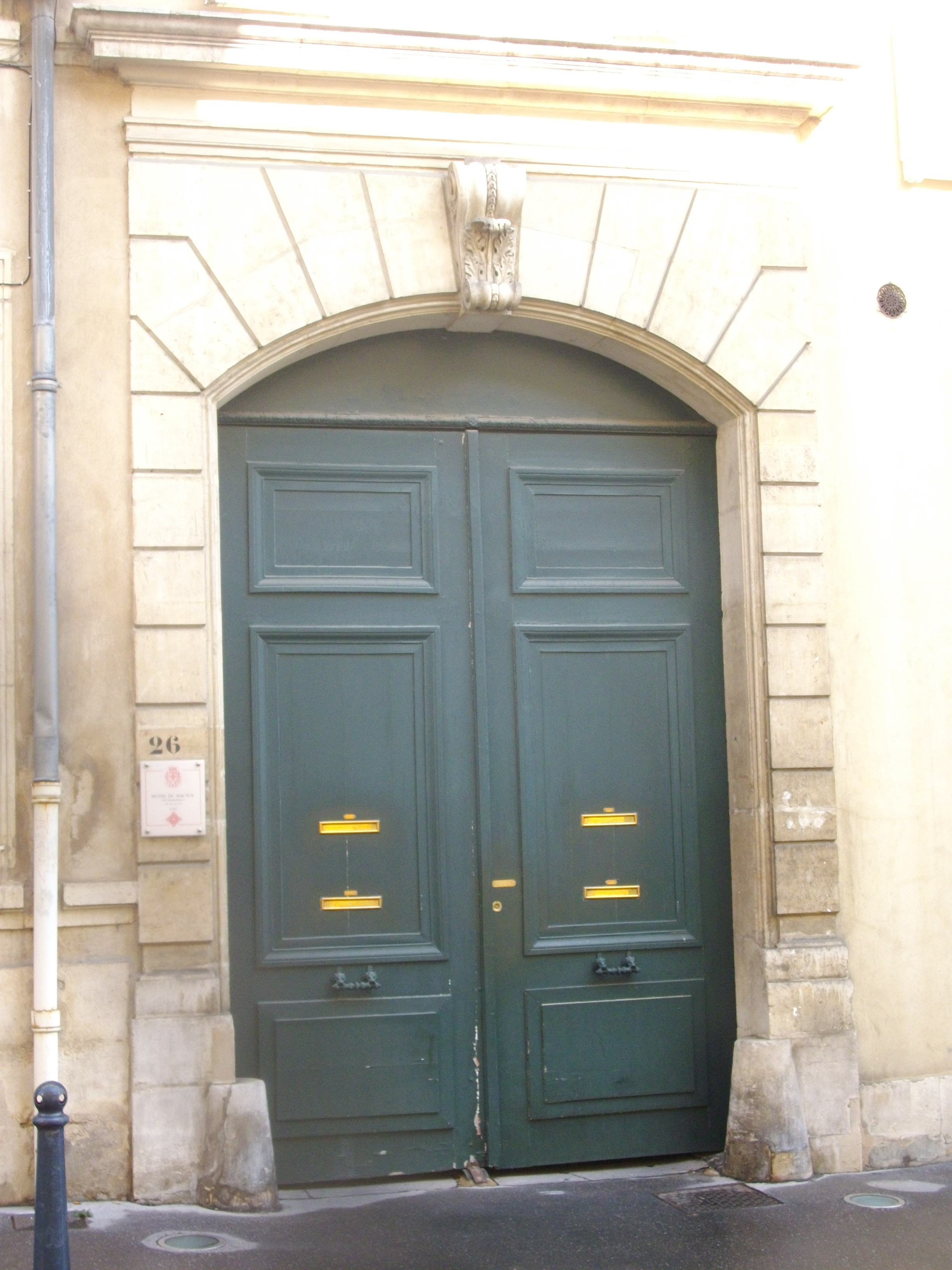
Hôtel de Hautoy.